# Bacillaria
Bacillaria ist eine Gattung der Kieselalgen (Bacillariophyta) mit etwa 4 Arten, von denen eine, Bacillaria paradoxa, im Süßwasser, die anderen in Meerwasser vorkommen.

## Merkmale
Die Vertreter bilden stark bewegliche Kolonien. Die Zellen haben die für Kieselalgen typische Schale aus zwei Theken. Die Schale ist in Seitenansicht länglich rechteckig, in Schalenansicht linealisch. Über die Schalenflächen sind sie mit ihren Nachbarn verbunden. Sie besitzen zwei plattenförmige Plastiden, die durch Fucoxanthin goldbraun gefärbt sind. Die Plastiden lassen das Zentrum frei, in dem der Zellkern sitzt. 
Die ungeschlechtliche Fortpflanzung erfolgt durch die typische Zweiteilung der Kieselalgen. Geschlechtliche Fortpflanzung ist nicht bekannt. Für Bacillaria paradoxa wurde Apogamie beschrieben, die Bildung zygotenähnlicher Stadien ohne Gametenverschmelzung.

## Vorkommen
Bacillaria paradoxa lebt im Sediment und im Plankton von Süßgewässern, bevorzugt dabei solche mit höherem Salzgehalt. Die übrigen Arten sind Meeresbewohner.

## Belege
- Karl-Heinz Linne von Berg, Michael Melkonian u. a.: Der Kosmos-Algenführer. Die wichtigsten Süßwasseralgen im Mikroskop. Kosmos, Stuttgart 2004, ISBN 3-440-09719-6, S. 240.